# Aloísio Lorscheider
Aloísio Leo Arlindo Lorscheider, OFM (8. října 1924, Estrela, Rio Grande do Sul – 23. prosince 2007, Porto Alegre) byl brazilský arcibiskup, kardinál a člen řádu františkánů.

## Student, řeholník a kněz
Pocházel z rodiny německého původu. Již v 9 letech začal studovat u františkánů, ve věku 18 let vstoupil do noviciátu. V srpnu 1948 byl vysvěcen na kněze, pak byl vyslán na studia do Říma a v roce 1952 zde získal doktorát z dogmatické teologie. Následně vyučoval ve františkánském semináři v brazilské Divinópolis. Roku 1958 byl znovu povolán do Říma, v roce 1961 byl jmenován biskupem diecéze Santo Ângelo.

## Biskup a kardinál
Biskupské svěcení přijal  20. května 1962 z rukou kardinála Scherera. V listopadu 1963 byl zvolen do přípravné komise II. vatikánského koncilu pro jednotu křesťanů. V roce 1969 byl jedním z aktérů smírného setkání zástupců katolické církve a čelných představitelů zednářského hnutí v Ariccii. Roku 1973 byl jmenován arcibiskupem ve arcidiecéze Fortaleza, roku 1976 byl kreován kardinálem. V roce 2004 přešel na post arcibiskupa v Aparecida, kde setrval až do roku 2004. Poslední roky po rezignaci strávil ve františkánském konventu v Porto Allegre, kde také 23. prosince 2007 zemřel. 